# ラーセン&トゥブロ
ラーセン&トゥブロ（英語：Larsen & Toubro Limited）は、インドマハーラーシュトラ州ムンバイに本社を置く先端資本財の製造と建設系コングロマリット。建設業、電子工学、エンジニアリング事業の3つを主軸としている。

## 概要
1938年、ムンバイにてヘニング・ホルク＝ラーセン（en:Henning Holck-Larsen）とソレン・クリスチャン・トゥブロ（en:Søren Kristian Toubro）両名の技術者により設立される。現在は建設業のみならず、原子力発電事業、軍民向け造船、重化学工業、情報通信サービス事業など多岐に渡っている。その後、牽引事業のひとつであったセメント事業を分離し、建設エンジニアリング、製造、情報通信サービス事業に特化することを目標とする経営方針に転換する。さらに世界的規模への拡大を目指している。
売上の8割強はエンジニアリング・建設部門が出している。

## 主要事業体
- L&Tエンジニアリング・コンストラクション
  - 建設事業の実行中核体。
- L&Tパワー
  - 石炭およびガス発電事業から始まり、現在では原子力発電事業に進化している。日本の三菱重工業と蒸気タービン発電機の合弁事業を形成し、アメリカ合衆国のサージャント&ランディ（Sargent & Lundy）と発電所の合弁事業をはじめ、2008年から2009年にかけて超臨界ボイラーの製造施設を建設する方向性を固めた。2010年1月に三菱重工業と超臨界ボイラーの建造に関する契約が結ばれる[1]
- L&T造船所
  - グジャラート州ハジラ（en:Hazira）には最大長150メートルで排水量2万トン規模のドックを有し、タミル・ナードゥ州には従業員1万人規模のインド最大級造船施設が設けられ、巨大タンカーやインド海軍およびインド沿岸警備隊向け艦艇の建造も行っている[2]。
- L&T建設技術契約事業部
  - インド最大の建設組織でL&Tの全建設事業を統括している。また、近年は中東諸国にて事業拡大しており、東南アジア、ロシア、独立国家共同体諸国、アフリカ諸国、南アメリカなどにも関心を示している。
- L&Tインフォテック
  - 100％子会社で、ソフトウェアソリューションやサービスを提供している。
- L&Tマニファクチャ
  - 鉱業用建設機械のサポートシムテムの提供や、重機の製造など。
- L&T電子製品部門
  - 電子製品のほか、発電、セメント、石油化学製品、製錬所に供される産業用配電盤や、自動制御システムの提供などを行っている。これ以外に医療用システムにも着手しており、先進超音波スキャナ、患者監視システムなどを提供している。

## 関連子会社
- ラーセン&トゥブロ・コマツ
  - ムンバイに事業所を置く、建設機械や鉱業機械製造を目的とした小松製作所との合弁事業。
- ラーセン&トゥブロ・インフォテック
  - 銀行や金融サービス、保険、エネルギー、石油化学、製造業向けの情報通信技術やソフトウェアサービスを目的とし、日立製作所、三洋電機、マーシュ・アンド・マクレナン、フリースケール・セミコンダクタ、シェブロン、ラファージュ、アブサ、シティグループ、バークレイズ、クアルコム、スタンダード・ライフ（en:Standard Life）などに商品を納めている。
- ラーセン&トゥブロEmSyS
  - ソフトウェアおよび組み込みシステムの開発を行う。車載用電子機器、家電製品、自動化制御システム、産業用システム、医療用電子機器、鉄道用信号、アビオニクス向けにサービスを提供している。
- ラーセン&トゥブロ・ファイナンス
  - 金融サービス業。
- ラーセン&トゥブロ・インフラストラクチャー・ファイナンス
  - インフラ向け非銀行金融会社として設立される。
- ラーセン&トゥブロ・エンジニアリング・ソリューションズ
  - 製品寿命管理技術サービスの提供。
- ラーセン&トゥブロ・バルブ・ビジネス・グループ
  - 石油精製、化学工業、電力業界向けバルブの製造販売を行う。国外にはアメリカ合衆国、中華人民共和国に事務所がある。
- L&T-MHPS Boilers Private Limited
- L&T-MHPS Turbine Generator Private Limited 
  - いずれも旧称L&T-MHI～。 旧・三菱重工業→現・三菱日立パワーシステムズとの合弁事業